# Modest Żabski
Modest Żabski (ur. 26 maja 1898 w Sosnowie, w powiecie podhajeckim, zm. w kwietniu 1940 w Charkowie) – major dyplomowany piechoty Wojska Polskiego, kawaler Orderu Virtuti Militari, ofiara zbrodni katyńskiej.

## Życiorys
Syn Mariana i Domiceli z domu Witwicka. Absolwent C. K. Gimnazjum w Brzeżanach.
Od 1915 roku służył w armii austriackiej. W 1918 roku wstąpił do Wojska Polskiego. Brał udział w wojnie polsko-bolszewickiej w szeregach 5 pułku piechoty Legionów, a następnie 1 pułku piechoty Legionów jako dowódca plutonu.
Po zakończeniu działań wojennych pozostał w wojsku i został zweryfikowany do stopnia porucznika piechoty ze starszeństwem z dniem 1 czerwca 1920 roku. W 1 pp Leg. służył do roku 1931. W 1929 roku został awansowany na kapitana piechoty ze starszeństwem z dniem 1 stycznia 1929 roku. 5 stycznia 1931 roku został powołany do Wyższej Szkoły Wojennej w Warszawie, w charakterze słuchacza dwuletniego kursu 1930–1932. Z dniem 1 listopada 1932 roku, po ukończeniu kursu i otrzymaniu dyplomu naukowego oficera dyplomowanego, został przydzielony do 7 Dywizji Piechoty w Częstochowie. W grudniu 1934 roku został przeniesiony do 27 pułku piechoty w Częstochowie. Następnie został przeniesiony do Centrum Wyszkolenia Piechoty. Na stopień majora awansowany ze starszeństwem z dniem 1 stycznia 1936 roku i 120. lokatą w korpusie oficerów piechoty. Od 1937 roku służył w Oddziale I Sztabu Głównego. W marcu 1939 na stanowisku kierownika referatu administracji.
W czasie kampanii wrześniowej 1939 roku – po agresji ZSRR na Polskę – w nieznanych okolicznościach dostał się do niewoli sowieckiej. Przebywał w obozie w Starobielsku. Wiosną 1940 roku został zamordowany przez funkcjonariuszy NKWD w Charkowie i pogrzebany potajemnie w bezimiennej mogile zbiorowej w Piatichatkach, gdzie od 17 czerwca 2000 roku mieści się oficjalnie Cmentarz Ofiar Totalitaryzmu w Charkowie. Figuruje na Liście Starobielskiej NKWD, pod poz. 1134.
Upamiętniony grobem symbolicznym na cmentarzu Powązkowskim w Warszawie (kwatera 116-2-29).
5 października 2007 roku minister obrony narodowej Aleksander Szczygło mianował go pośmiertnie na stopień podpułkownika. Awans został ogłoszony 9 listopada 2007 roku w Warszawie, w trakcie uroczystości „Katyń Pamiętamy – Uczcijmy Pamięć Bohaterów”.
Był mężem Marii Wiesławy z d. Pełka (zm. 1990).

## Ordery i odznaczenia
- Krzyż Srebrny Orderu Wojskowego Virtuti Militari nr 423[2] (1921)[20]
- Krzyż Walecznych (czterokrotnie)[11]
- Srebrny Krzyż Zasługi[11]
- Medal Pamiątkowy za Wojnę 1918–1921[11]
- Medal Dziesięciolecia Odzyskanej Niepodległości[11]
- Order Pogromcy Niedźwiedzia III klasy (Łotwa)[21]
- Medal 10 Rocznicy Wojny Niepodległościowej (Łotwa)[22]